# Wilhelm Kästner
Wilhelm „Willy“ Kästner (* 16. Juli 1888 in Hochheim, Herzogtum Sachsen-Coburg und Gotha; † 26. November 1974 in Burhave, Landkreis Wesermarsch) war ein deutscher Jurist und Politiker (Wirtschaftspartei). Er war von 1930 bis 1932 Minister für Justiz und Wirtschaft des Landes Thüringen.

## Leben und Beruf
Kästner studierte Rechtswissenschaft an der Universität Jena, an der er 1908 Mitglied der Burschenschaft Arminia auf dem Burgkeller wurde, und an der Universität Tübingen. Er war von 1912 bis 1921 im juristischen Verwaltungsdienst der Regierungen des Herzogtums Sachsen-Coburg und Gotha und des Landes Thüringen tätig. Er leistete seit 1913 Wehrdienst und nahm von 1914 bis 1918 als Soldat am Ersten Weltkrieg teil. Nach der Promotion zum Dr. jur. 1921 arbeitete er als Rechtsanwalt, unterbrochen durch seine Tätigkeit als Regierungsrat in Gotha (1922–24) sowie durch seine Amtszeit als Minister (1930–1932). Von 1948 bis 1953 war er als Landwirt in Hochheim tätig. Anschließend zog er nach Berlin-Zehlendorf.

## Partei
Kästner trat 1918 in die DDP ein, verließ die Partei aber 1928 und wechselte zur Wirtschaftspartei über. Zum 1. Mai 1933 trat er der NSDAP bei (Mitgliedsnummer 2.766.183).

## Öffentliche Ämter
Kästner war vom 23. Januar 1930 bis zum 7. Juli 1932 Staatsminister für Justiz und Wirtschaft des Landes Thüringen. Am 22. April 1931 übernahm er zusätzlich die Leitung des Volksbildungsministeriums. Damit zählte er zu den Mitgliedern Baum-Frick-Regierung, an der erstmals in Deutschland die NSDAP als Koalitionspartner bis zum 1. April 1931 beteiligt war. Den Vorsitz der Regierung hatte Erwin Baum inne.